# و (لوآر-آتلانتیک)
وِ، لوآر-آتلانتیک (به فرانسوی: Vay, Loire-Atlantique) یک کمون در فرانسه است که در لوآر-آتلانتیک واقع شده‌است.

## خصوصیات
وِ ۳۶٫۱۳ کیلومترمربع مساحت و ۱٬۷۲۵ نفر جمعیت دارد.

## نگارخانه

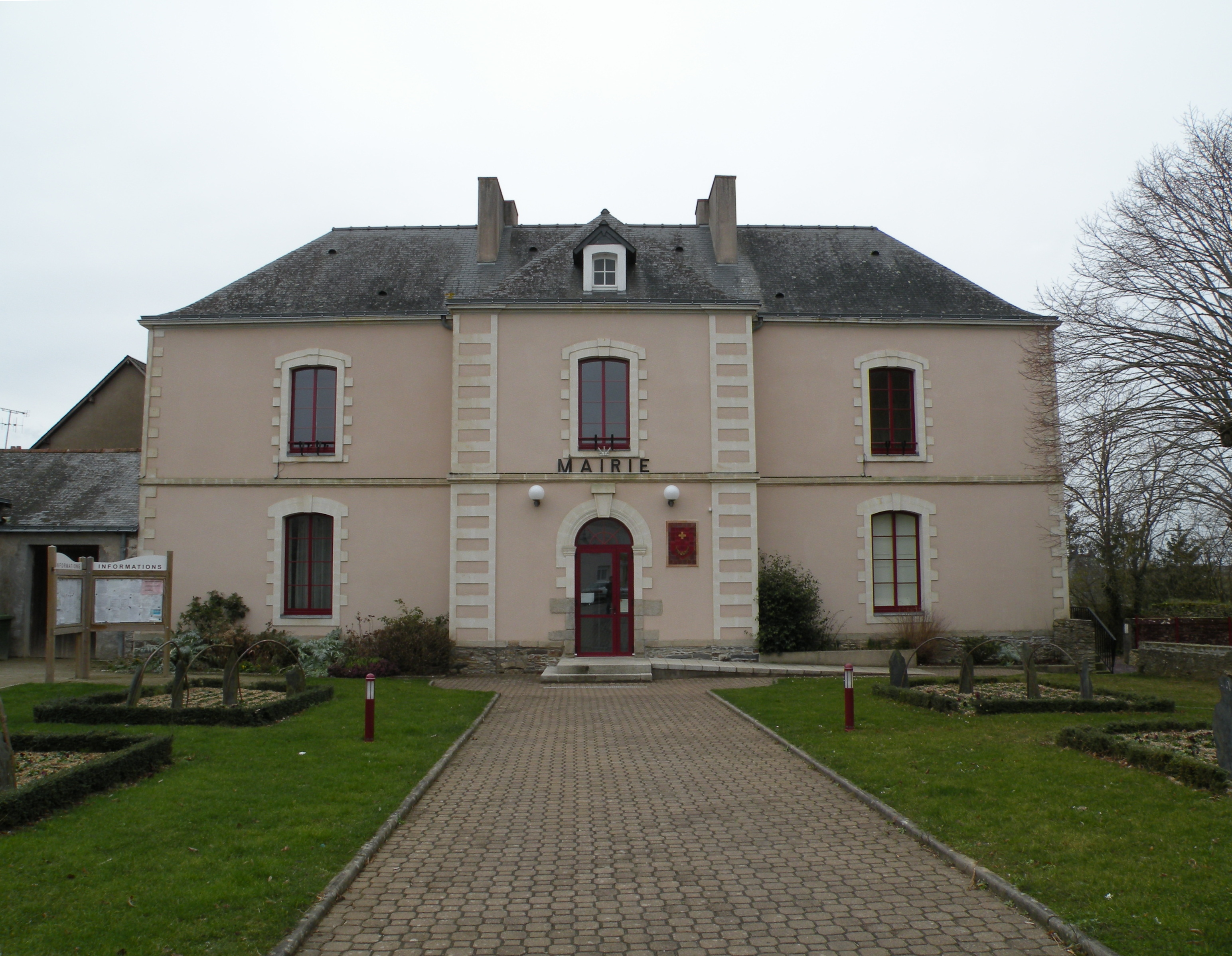
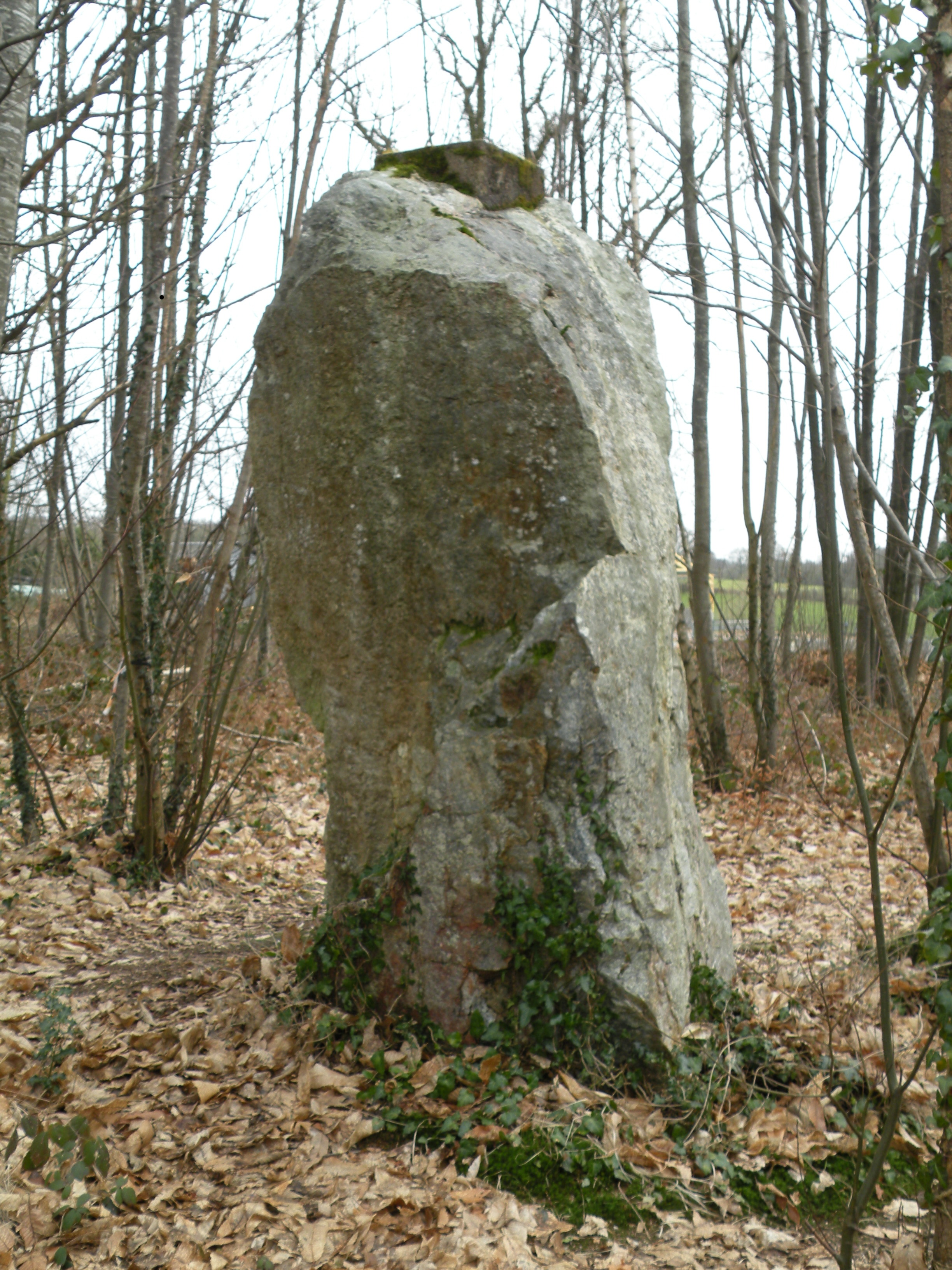